# Robert Devereaux
Robert Humphrey Coleman Devereaux (ur. 24 sierpnia 1897 w Cheshire, zm. 28 kwietnia 1974 w San Francisco) – amerykański sportowiec, olimpijczyk, zdobywca złotego medalu w turnieju rugby union na Letnich Igrzyskach Olimpijskich w 1924 roku w Paryżu.
Po zakończeniu kariery sportowej został agentem ubezpieczeniowym.

## Kariera sportowa
W trakcie kariery sportowej związany był z klubami Stanford Cardinal, a następnie Olympic Club.
Z reprezentacją Stanów Zjednoczonych zagrał w turnieju rugby union na Letnich Igrzyskach Olimpijskich 1924. Wystąpił w obu meczach tych zawodów, w których Amerykanie na Stade de Colombes pokonali 11 maja Rumunię 37–0, a tydzień później Francję 17–3. Wygrywając oba pojedynki Amerykanie zwyciężyli w turnieju zdobywając tym samym złote medale igrzysk.
Były to jego jedyne występy w reprezentacji kraju.
Wraz z pozostałymi amerykańskimi złotymi medalistami w rugby union został w 2012 roku przyjęty do IRB Hall of Fame.